# 畑瑞穂
畑 瑞穂（はた みずほ、1965年 - ）は、日本の法学者。専門は、民事訴訟法・民事執行法・倒産法。東京大学大学院法学政治学研究科教授。父は、京都地方裁判所所長、大阪地方裁判所所長を歴任した畑郁夫。

## 経歴
- 1965年 - 宮崎県に生まれる
- 1984年 - 灘高等学校卒業
- 1989年 - 東京大学法学部卒業
- 1989年 - 東京大学大学院法学政治学研究科助手
- 1992年9月 - 神戸大学法学部助教授
- 2000年 - 神戸大学大学院法学研究科助教授
- 2002 - 2003年 - 法務省民事局参事官室に出向
- 2003年 - 神戸大学大学院法学研究科教授
- 2007年4月 - 東京大学大学院法学政治学研究科教授

## 主な研究業績
- 「人事訴訟における職権探知主義について」（家裁月報56巻3号、2004年）
- 「多数当事者訴訟における合一確定の意義」（福永古稀『企業紛争と民事手続法理論』、商事法務、2005年）
- 「離婚訴訟における関連請求･附帯処分等と同時解決の要請」（谷口古稀『現代民事司法の諸相』、成文堂、2005年）